# Nkongsamba
Nkongsamba je město na západě Kamerunu v regionu Littoral. Dle sčítání v roce 2005 má 104 050 obyvatel. Město je centrem pěstitelů olejových palem, banánů a kávy. Nkongsamba se rozkládá mezi horami Massif du Manengouba (2396 m) a Nlonako.
Město bylo dříve konečnou stanicí na železniční trati z Douala a železnice hrála důležitou roli v dopravě zemědělských komodit. Po zrušení koncového 50 km úseku z Mbanga, se zhoršila hospodářská situace ve městě. V Nkongsambě bylo také zrušeno letiště.